# Критика политической экономии
Критика политической экономии или критика экономики — форма социальной критики теоретических постулатов такой общественной науки, как экономика. При этом отвергаются общепринятые способы распределения ресурсов, нереалистичные аксиомы, ошибочные исторические предположения и принятие общепринятых экономических механизмов как данности или как трансисторических (верных для всех человеческих обществ во все времена). Критики утверждают, что современная экономика — это всего лишь один из многих типов исторически специфических способов распределения ресурсов, которые возникли вместе с эпохой модерна (западным обществом пост-ренессанса).
Критики политической экономии не обязательно стремятся создать свои собственные теории. Критики экономики обычно рассматривают «экономику» как совокупность концепций, социальных и нормативных практик, а не как результат каких-либо самоочевидных экономических законов. Следовательно, они также склонны считать общепринятые в области экономики взгляды ошибочными или лженаукой.
Сегодня существует множество критических анализов политической экономии. Их объединяет критика догм (утверждения об экономике как о необходимой и трансисторической социальной категории).

## Джон Раскин

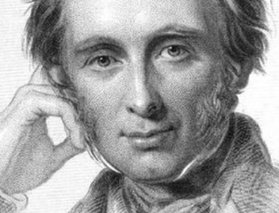
Джон Раскин в возрасте тридцати лет.

В 1860-х годах Джон Раскин (Рёскин) опубликовал своё эссе с критикой капитализма с позиций христианского социализма. Своё эссе под названием Последнему, что и первому (Unto This Last), Раскин стал рассматривать как свою центральную работу. Эссе вызвало серьёзные споры. Раскин, широко известный как художественный критик, получивший представление о досовременных обществах при изучении истории искусства Средневековья, противопоставил свою современность Средневековью, требуя реформ в образовании, всеобщей занятости, социальной помощи инвалидам и людям преклонного возраста (прожиточный минимум).
Раскин критиковал экономистов-классиков XVIII и XIX веков, рассматривая их концепцию «экономики» как коллективную ошибку, а промышленность как своего рода рабство. Раскин считал политическую экономию своего времени «безумной». Он не отрицал истинность этой теории, но отрицал возможность её успешного применения в мире в том состоянии, в котором она находилась. Он оспаривал идеи «естественных законов», концепцию человека экономического. Раскин раскритиковал Джона Стюарта Милля за его тезис о том, что мнение общественности адекватно отражается рыночными ценами.
В 1906 году первое поколение членов парламента от Лейбористской партии в Соединённом Королевстве признало, что было вдохновлено этим эссе Раскина.
Карл Маркс и Фридрих Энгельс считали большую часть критики Рёскина реакционной. Они отвергли его как идеалиста средневековья, назвав «феодальным утопистом».

## Карл Маркс

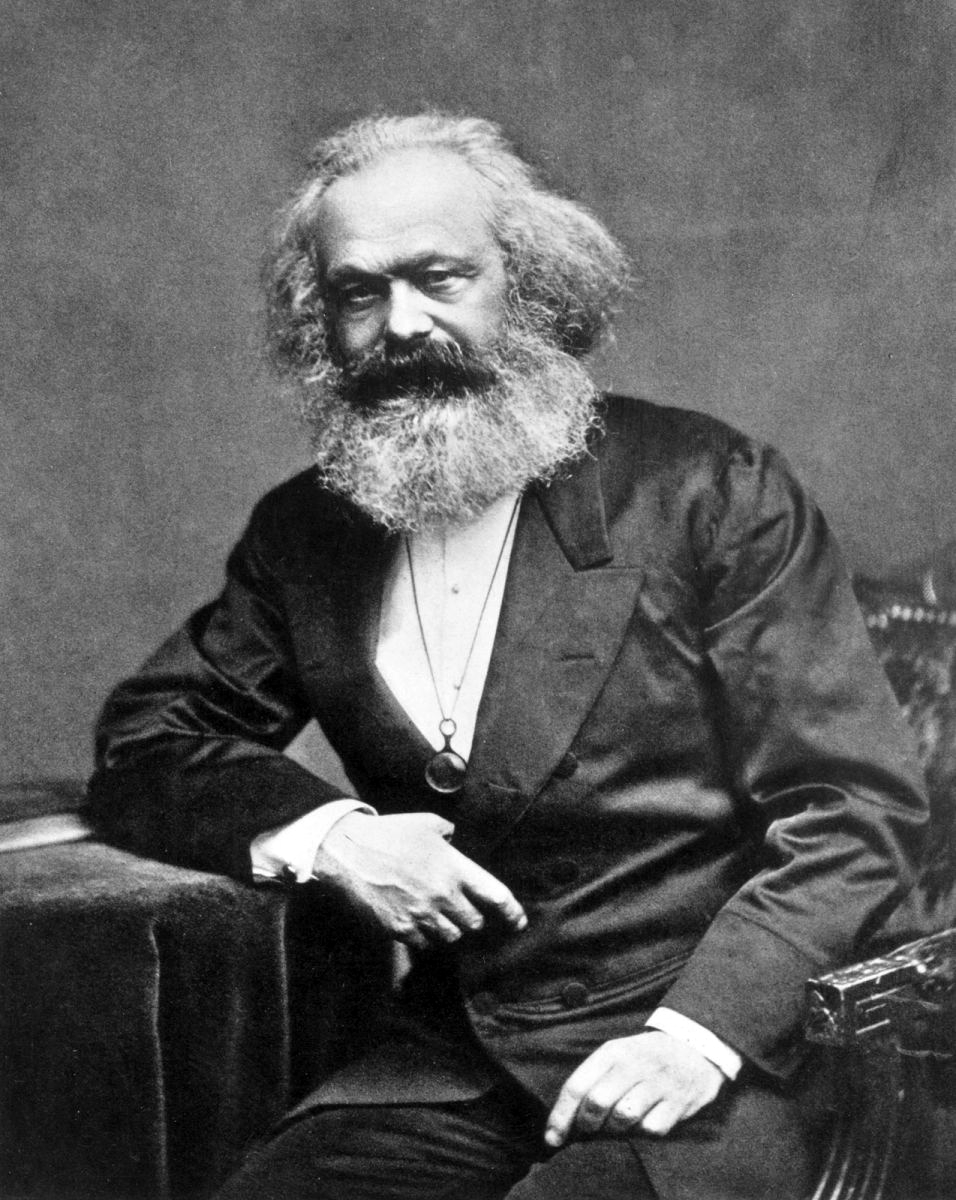
Карл Маркс — автор книги «Капитал: критика политической экономии»

В XXI веке Маркс, вероятно, является самым известным критиком политической экономии, а труд «Капитал: критика политической экономии» является одной из его самых известных книг. Друг Маркса Энгельс также занимался критикой политической экономии в своих Очерках критики политической экономии (1844), которые помогли заложить некоторую основу для дальнейшего развития Маркса.
Маркс изучил и изложил способ производства и идеологию буржуазного общества, а также критику фундаментальных экономических социальных категорий капиталистического способа производства. В отличие от классиков политической экономии, Маркс описал аксиомы социальных отношений, институтов.
Центральными работами Маркса по критике политической экономии являются: Экономические рукописи 1857—1859 годов, «К критике политической экономии» и «Капитал». Маркс несколько раз цитировал в «Капитале» статью Энгельса «Очерки критики политической экономии» . Троцкисты и ленинисты утверждали, что эти работы содержат независимые экономические теории, что является предметом споров. Критика политической экономии считается наиболее важным и центральным проектом марксизма .

### Основополагающие концепции
- Труд и капитал являются исторически специфическими формами общественных отношений, труд является источником всех богатств[37][38][39]
- Труд диалектически связан с капиталом: труд порождает капитал, капитал предполагает наличие труда как товара[38][40]
- Деньги не являются чем-то трансисторическим или естественным, это касается и всей экономики, а также других категорий, специфичных для способа производства. Стоимость формируется за счёт социальных отношений, а не каких-либо присущих товарам или деньгам качеств[38][41][42]
- Индивид не существует в вакууме, он всегда вовлечён в социальные отношения[43][44]

### Критика Марксом квазирелигиозной и антиисторической методологии экономистов
Маркс охарактеризовал взгляды современных ему экономистов и теологов на социальные явления как ненаучные.
В «Экономических рукописях» Маркс критиковал либерального экономиста Милля, а также те точки зрения, которые считали институты современности трансисторическими.

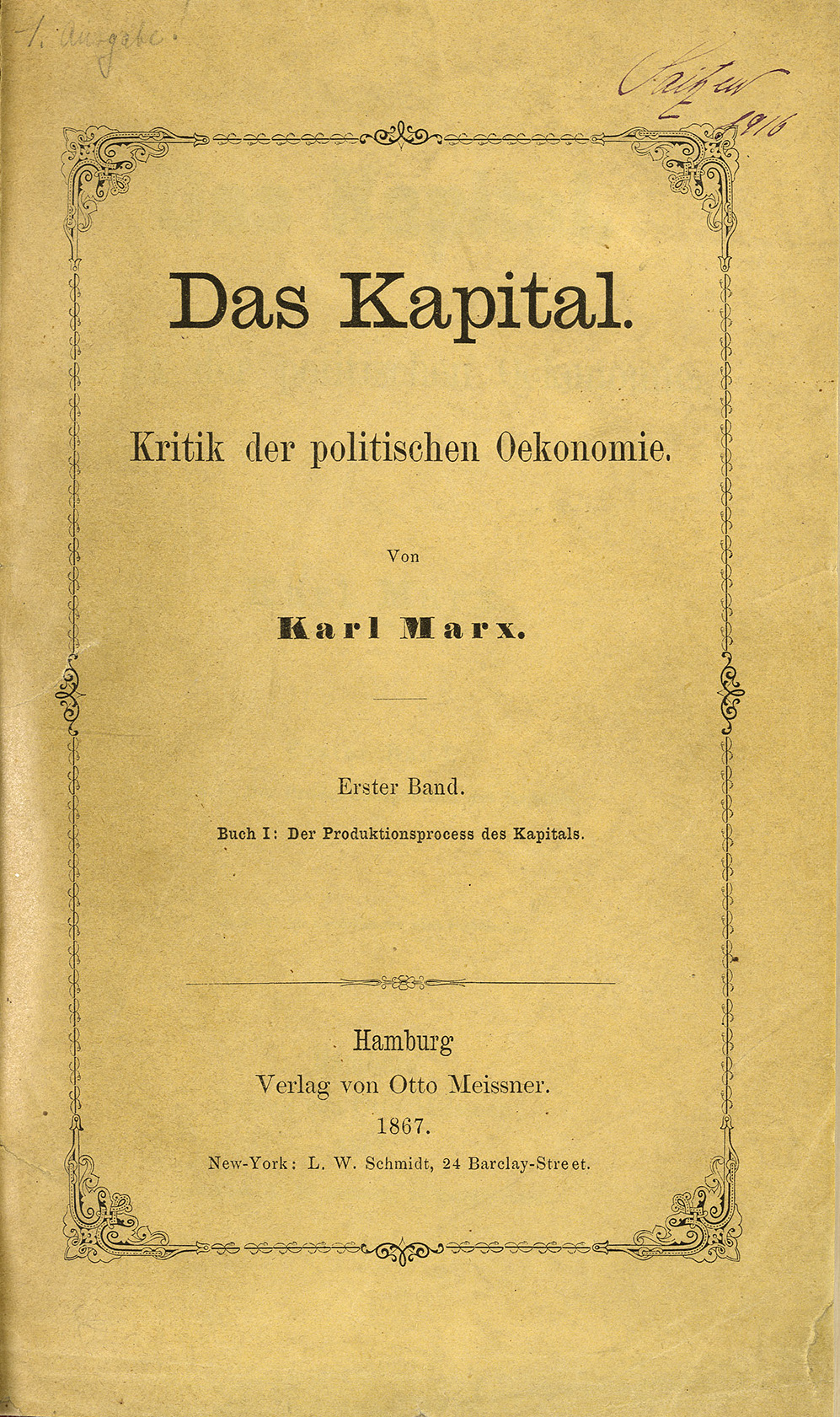
Немецкое издание Das Kapital Маркса

Жак Рансьер считал, что Маркс понимал, а экономисты не смогли признать, что форма стоимости является не чем-то существенным, а просто частью капиталистического способа производства.

### О научных исследованиях
Маркс выступил с критикой идеи о том, что люди могут проводить научные исследования в этой области.

### О вульгарных экономистах
Маркс отверг:
- железный закон заработной платы[англ.] Фердинанда Лассаля, который считал простой фразеологией[51]
- попытки Пьера-Жозефа Прудона рассматривать социальное как субъективное[38][52].

### Интерпретации критики политической экономии Марксом
Некоторые учёные рассматривают критику Маркса как критику товарного фетишизма и способа, которым эта концепция выражает критику современности и её способов социализации.
Другие — утверждали, что критика Маркса имеет более кантианский смысл, что превращает «работу Маркса в набег на неизбежные антиномии, лежащие в основе капитализма, где политика и экономика переплетаются невозможным образом».

### Современный марксизм
Что касается современной марксистской критики политической экономии, то она обычно сопровождается отказом от натуралистических чтений Маркса, популяризированных ещё в конце XX века.
Современная критика политической экономии и современной немецкой экономической критики, по крайней мере частично, игнорировалась в англоязычном мире.

## Феминизм
В XXI веке появляется все больше литературы по феминистской критике экономики, хотя подобная критика встречается уже в начале XVIII века. По мнению Джули А. Нельсон, феминистская критика экономики должна начинаться с предпосылки, что «экономика, как и любая наука, построена социально. Таким образом, экономика — это сфера, социально созданная для привилегий западных и гетеросексуальных людей, идентифицирующих себя как мужчины.

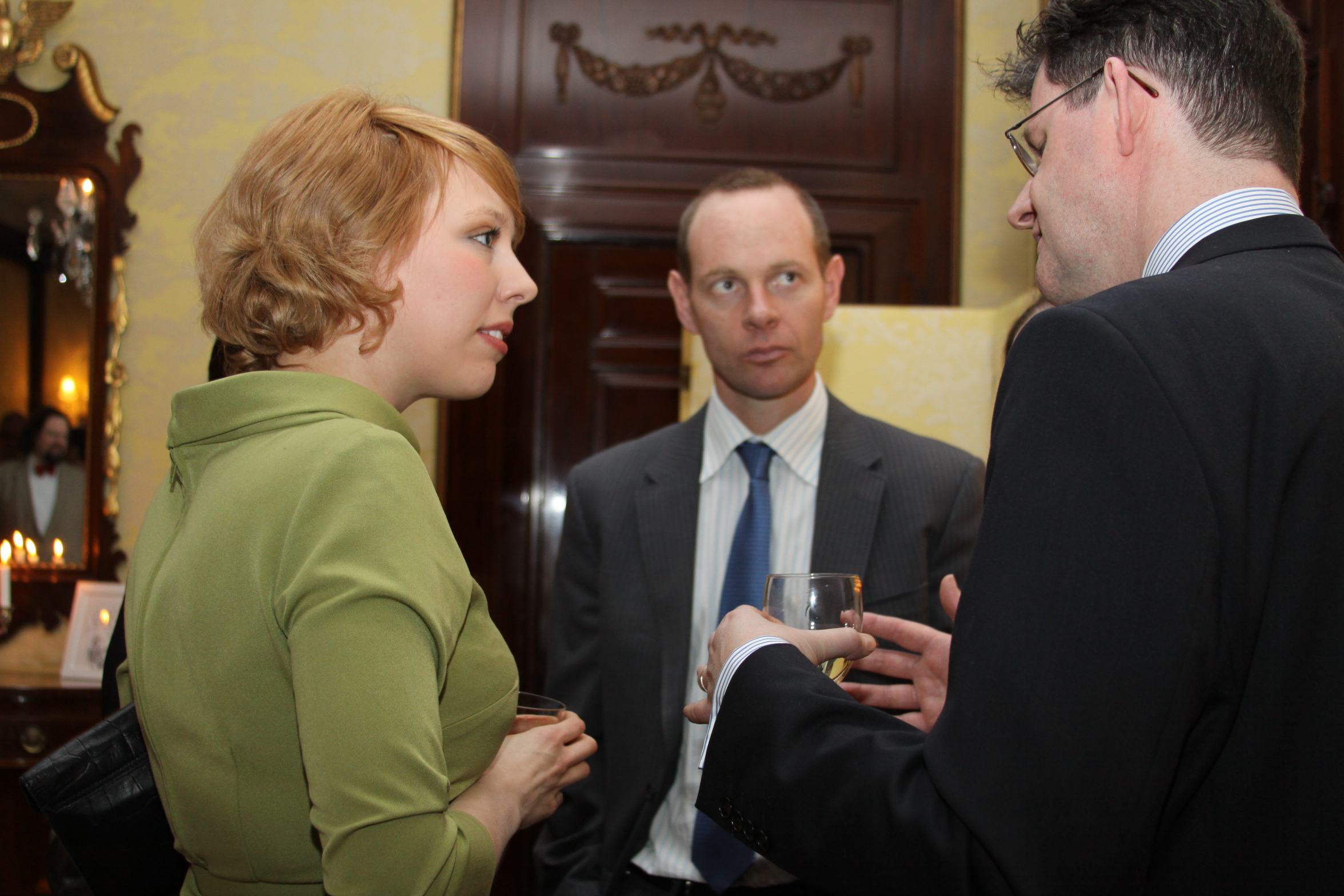
Катрин Марсал — автор книги «Кто приготовил ужин Адаму Смиту» (2012)

На основе теории феминизма было показано, что:
- экономические сообщества сигнализируют об ожиданиях в отношении соответствующих участников, исключая посторонних
- описания экономической жизни находятся под глубоким влиянием предвзятой истории, социальных структур, норм, культурных практик, межличностных взаимодействий и политики.

Феминистки считают, что мужские предубеждения в экономике являются, прежде всего, результатом гендера, а не пола. Одновременно феминистская критика экономики и экономики может также включать обеспокоенность постоянно растущими темпами деградации окружающей среды.

## Различия между критиками экономики и критиками экономических проблем
Критика политической экономии принимает более онтологический характер, критикуются фундаментальные концепции и социальные категории, которые воспроизводят экономику как целостность.
Критики экономических проблем просто критикуют определённые практики в попытках неявно или явно спасти политическую экономию; эти авторы могли бы, например, предложить универсальный базовый доход или внедрить плановую экономику.
Эпистемологические различия между критиками экономики и экономистами иногда могут быть очень большими.

## Критики

### Современные

#### Экономисты
- Ричард Д. Вольф
- Стив Кин[англ.]
- Джон Комлос[англ.]

#### Социологи
- Орландо Паттерсон[англ.], профессор социологии Джона Коулза в Гарвардском университете, утверждает, что экономика — это лженаука[68].

#### Философы
- Славой Жижек[69]

#### Историки
- Мойше Постон[англ.]
- Томас Карлейль[70]
- Роман Роздольский[71]

#### Поэты
- Поль Лафарг[72]